# Paulo César (ur. 1980)
Paulo César Rocha Rosa (ur. 5 stycznia 1980 w São Luís) – brazylijski piłkarz występujący na pozycji napastnika. Zawodnik klubu Maranhão.

## Kariera
Paulo César karierę rozpoczynał w 1999 roku w zespole Vila Nova FC. W 2000 roku wyjechał do Portugalii, by grać w tamtejszym Gil Vicente FC. W Primeira Liga zadebiutował 20 sierpnia 2000 roku w zremisowanym 1:1 pojedynku z SC Campomaiorense. 4 listopada 2000 roku w zremisowanym 2:2 spotkaniu z FC Porto strzelił pierwszego gola w Primeira Liga. Graczem Gil Vicente był przez rok.
W 2001 roku Paulo César odszedł do Vitórii Guimarães, także grającej w Primeira Liga. Spędził tam półtora roku, a potem wrócił do Brazylii, gdzie został graczem klubu Grêmio Inhumense. Jednak jeszcze w tym samym roku ponownie trafił do Portugalii, tym razem podpisując kontrakt z pierwszoligowym Rio Ave FC. Przez dwa lata w barwach tego klubu rozegrał 47 spotkań i zdobył 8 bramek.
W 2005 roku Paulo César przeszedł do União Leiria, również występującego w Primeira Liga. Pierwszy raz wystąpił tam 22 sierpnia 2005 roku w przegranym 0:1 spotkaniu z SC Braga. W União grał przez trzy lata. W 2008 roku przeniósł się do innego zespołu Primeira Liga, SC Braga. W 2010 roku wywalczył z nim wicemistrzostwo Portugalii, w 2011 roku dotarł do finału Ligi Europy, a w 2012 roku zajął 3. miejsce w Primeira Liga. Następnie grał w Santa Cruz, Icasa, Aimoré, a 2015 przeszedł do Maranhão.